# Pavlína Danková
Pavlína Danková (ur. 24 października 1963 w Czeskim Cieszynie) – czeska osobowość telewizyjna, a także pisarka dramatyczna.

## Życiorys

### Wykształcenie
Pochodzi z Hawierzowa, gdzie chodziła do szkoły podstawowej, a potem ukończyła gimnazjum i uczęszczała do średniej szkoły muzycznej imienia Jaroslava Ježeka. W 2007 rozpoczęła studia na uniwersytecie imienia Jana Komenskiego, który ukończyła z dyplomem magistra.

### Kariera
Pracowała w Czeskiej Telewizji. W latach 1998–2011 była zatrudniona w stacji TV Nova. Po odejściu z telewizji została rzecznikiem prasowym szpitala na Motolu.

## Życie prywatne
Jest rozwódką, ma syna Tomasza. W latach 2009–2011 jej partnerem był czeski polityk, członek Obywatelskiej Partii Demokratycznej. W wieku 48 lat musiała zmierzyć się z nowotworem piersi i od tej pory kontynuuje leczenie.